# Ascanio Filomarino
Ascanio Filomarino (né en 1583 à Naples, dans l'actuelle région Campanie, alors capitale du royaume de Naples, et mort dans la même ville le 3 novembre 1666) est un cardinal italien du XVIIe siècle.

## Biographie
Ascanio Filomarino est nommé archevêque de Naples en 1641.
Le pape Urbain VIII le crée cardinal-prêtre lors du consistoire du 16 décembre 1641. Il participe au conclave de 1644, lors duquel Innocent X est élu pape et à celui de 1655 (élection d'Alexandre VII).
Ascanio Filomarino est un parent du cardinal Ladislao d'Aquino (1616).

## Sources
- Fiche du cardinal Ascanio Filomarino sur le site fiu.edu